# Noordelijke Di
De Noordelijke Di (Chinees: 北狄; pinyin: Běidí; letterlijk: "Noordelijke barbaren") was een volk uit de Chinese oudheid. De Noordelijke Di woonden vooral in het noorden van de gebieden die onder de sfeer van de Zhou-dynastie vielen. 
Vier zeer militante volkeren, de Noordelijke Di (Bai Di), Westelijke Di (Chi Di of Xiyi) Oostelijke Di (Dongyi) en Zuidelijke Di (Chang Di), gezamenlijk de Vier Barbaarse Volkeren genoemd, drongen het gebied binnen van de hedendaagse Chinese provincies Shanxi, Hebei, Shandong en Henan. Vooral de Zhou-staten Qi, Lu, Wey en Song ondervonden daarvan grote overlast. 
Of en in hoeverre de Noordelijke Di een wezenlijk andere etnische categorie vormde dan de Westelijke Di is moeilijk vast te stellen. De Di werden waarschijnlijk geleidelijk geïntegreerd in de Zhou-staten.